# Rudolf Illovszky
Rudolf Illovszky (Boedapest, 21 februari 1922 - aldaar, 23 september 2008) was een Hongaarse voetballer en trainer van Poolse afkomst.
Hij was zowel een speler als trainer van Vasas SC. Het stadion van die club is naar hem vernoemd. Daarnaast was hij van 1966 tot 1967 en van 1971 tot 1974 bondscoach van het Hongaars voetbalelftal.
Hij stierf op 23 september 2008 op 86e jarige leeftijd aan een longontsteking.

## Erelijst

### Als speler
Vasas SC
- Hongaarse beker: 1955
- Mitropa Cup: 1956

### Als trainer
Vasas SC
- Hongaarse competitie: 1961, 1962, 1965, 1977
- Hongaarse beker: 1986
- Mitropa Cup: 1960, 1962, 1965

Hongarije
- Olympische spelen 1972: zilveren medaille
- Europees Kampioenschap 1972: vierde plaats